# Tianyuraptor
 Tianyuraptor  ist eine Gattung theropoder Dinosaurier aus der Gruppe der Dromaeosauridae. Bisher ist ein einziges, nahezu vollständiges Skelett bekannt, das aus der Jehol-Gruppe im westlichen Liaoning (China) stammt und auf die mittlere Unterkreide (Barremium) datiert wird. 
Die einzige Art, Tianyuraptor ostromi, wurde 2009 von Zheng und Kollegen beschrieben. Im Gegensatz zu anderen Dromaeosauriden weist Tianyuraptor ungewöhnlich kurze Arme und ein relativ kleines Gabelbein (Furcula) auf. Er gilt als ein basaler (ursprünglicher) Dromaeosauride und könnte der basalste Vertreter der Dromaeosauriden-Untergruppe Microraptorinae sein.

## Merkmale
Tianyuraptor war ein mittelgroßer Dromaeosauride. Das einzige bekannte Exemplar war noch nicht ausgewachsen, wie sich am Grad der Verschmelzung verschiedener Skelettteile zeigt. Anders als bei vielen anderen Funden der Jehol-Gruppe fehlen Überreste von weichem Gewebe oder Federn.
Der Schädel war groß und länger als das Femur (Oberschenkelknochen). Der Schwanz war etwa 4,8 Mal länger als das Femur und damit verhältnismäßig lang, ähnlich wie bei anderen Microraptorinen. Die Halswirbel waren etwa gleich lang wie die Rückenwirbel – im Gegensatz zu anderen Microraptorinen, die proportional längere Halswirbel zeigten. Eine wichtige Autapomorphie, also ein Merkmal, anhand dessen sich die Gattung von verwandten Gattungen abgrenzen lässt, zeigt sich in den mittleren Schwanzwirbeln, die mehr als doppelt so lang waren wie die hinteren Rückenwirbel.
Tianyuraptor zeigte sehr kurze und dünne Arme, die nur 53 % der Hinterbeinlänge ausmachten. Andere Dromaeosauriden zeigen im Gegensatz dazu sehr lange Arme, die meist über 70 % der Hinterbeinlänge ausmachten. Eine weitere Autapomorphie sind die proportional sehr langen Hinterbeine, die etwa drei Mal so lang waren wie die Rückenwirbelsäule. Der Tibiotarsus (Unterschenkel und obere Fußknochen) war mit 135 % der Femurlänge im Verhältnis wesentlich länger als bei anderen, ähnlich großen Dromaeosauriden.
Das Gabelbein (Furcula) war extrem schlank und sehr klein, so zeigte es lediglich ein Fünftel der Länge des Femurs. Das Schulterblatt (Scapula) war relativ kurz und robust, es war nicht mit dem Coracoid (Rabenbein) verschmolzen. Dem annähernd rechteckigen Coracoid fehlte das große Fenster, das andere Microraptorinen zeigten.

## Systematik
Tianyuraptor gilt als sehr basaler Dromaeosauride. So zeigt diese Gattung manche Merkmale, die für die Unenlagiinen – basale Dromaeosauriden Gondwanas – typisch waren, bei den Dromaeosauriden Laurasias jedoch fehlten. Dromaeosauriden aus der Jehol-Gruppe Liaonings, wie Sinornithosaurus, Microraptor und Graciliraptor, werden innerhalb des monophyletischen Taxons Microraptorinae zusammengefasst. Tianyuraptor zeigte einige Synapomorphien (gemeinsam abgeleitete Merkmale) der Microraptorinen, wie beispielsweise das deutlich verkürzte Fingerglied III-2. Viele Microraptorinen-Synapomorphien fehlten jedoch bei Tianyuraptor, unter anderem das große ovale Fenster des Croacoiden.
Tianyuraptor könne damit der basalste Microraptorine gewesen sein. Während bei einigen Microraptorinen die Fähigkeit zum Gleitflug oder gar zum aktiven Flug vermutet wird, zeigen die kurzen Arme sowie das kleine Gabelbein von Tianyuraptor, dass diese Gattung nicht zum Flug fähig war. Wenn Tianyuraptor tatsächlich ein früher Microraptorine war, könnte das darauf hindeuten, dass sich die Flugfähigkeit der Microraptorinen unabhängig von anderen Gruppen wie den Vögeln entwickelte. Einer anderen Idee zufolge könnte Tianyuraptor jedoch auch gar kein Microraptorine gewesen sein, sondern der basalste Vertreter aller Dromaeosaurier Laurasias mit Ausnahme der Microraptorinae.

## Fund und Namensgebung
Das einzige bisher bekannte Skelett (Holotyp, Exemplarnummer STM1-3) wurde in Lingyuan im westlichen Liaoning entdeckt. Stratigraphisch stammt der Fund aus der Unterkreide der Yixian-Formation. Bei dem Fund handelt es sich um ein nahezu vollständiges Skelett, dem wahrscheinlich nur die hinteren drei Schwanzwirbel fehlen.
Der Name Tianyuraptor verweist auf das Tianyu Museum of Nature, welches das Fossil aufbewahrt; raptor ist lateinisch für „Räuber“. Das Artepitheth ostromi ehrt den bedeutenden Paläontologen John Ostrom, der sich mit wichtigen Arbeiten über Dromaeosauriden verdient gemacht hat.